# Соловій Володимир
Володи́мир-Павло Тадейович Солові́й (26 лютого 1892, Львів — 15 листопада 1958, Монреаль, Канада) — український громадсько-політичний діяч.

## Життєпис
Навчався в гімназіях Львова та Кракова, а також у школі Абботсголм в Англії. Коротко перед початком першої світової війни почав студії права й агрономії у Вроцлавському університеті. На часі війни служив у 13-му Галицькому полку уланів австрійського війська. Потрапив у російський полон. З вибухом польсько-української війни у листопаді 1918 року вступив до лав армії Західної-Української Народної Республіки. У 1919—1920 роках радник дипломатичної місії Української Народної Республіки в Данії. Наприкінці 1920-х років повернувся до політичного життя. Став активним діячем Українського Національно-Демократичного Об'єднання, був глибоким прихильником українсько-польського порозуміння. У 1935 році був кандидатом від УНДО в окрузі Сянок — Коросно — Лісько у виборах до польського сейму, але не був обраний.
З вибухом другої світової війни у 1939 році зголосився до польського війська та був приділений до політичного відділу головного штабу. Виїхав з Польщі у Румунію, а звідти до Парижу. Там увійшов у зв'язок з урядом УНР в еміграції та став заступником голови створеного ним (урядом) Українського Комітету. У жовтні 1939 року за посередництвом Володимира Кисілевського інформував британське міністерство зовнішніх справ про становище українців на зайнятих Червоною Армією територіях Польщі і про плани організації визвольної боротьби. У січні 1940 року в Римі провів з представниками Організації Українських Націоналістів, спрямовані на залучення ОУН до Українського Комітету.
Після цього отримав повноваження від прем'єра УНР в екзилі Олександра Шульгина поїхати до Лондона та відстоювати перед західними союзниками українські інтереси. У другій половині 1940 року переїхав до Лісабону, де намагався отримати візу на в'їзд до Сполученого Королівства. До Лондона прибув наприкінці 1941 року або на початку 1942 року. Співпрацював з польським еміграційним урядом у Лондоні як неформальний речник українців. Неодноразово у 1943 та 1944 роках звертався до польського уряду стосовно ситуації українців і білорусів у складі Польських збройних сил під британським командуванням, й у вересні 1944 року відвідав українців у складі польських військових частин, розташованих у Шотландії. У 1945 році брав участь у створенні Союзу Українських Вояків у Польських Збройних Силах, який відтак оформився в Союз українців у Великій Британії. Був одним із секретарів лондонського Центрально-Європейського федерального клубу. У 1952 році емігрував до Канади, де працював в адміністрації коледжу імені сера Джорджа Вільямса (нині — частина Університету Конкордія) у Монреалі.
Помер 15 листопада 1958 року від раку легенів. Похований на цвинтарі Сен-Совер-де-Мон у Лаврентійських горах.

## Родина
У 1918 року одружився з Марією з Екєльских (донька Юзефа Екєльского та Розалії з Мірських); дітей не мали.